# 醍醐直弘
醍醐 直弘（だいご なおひろ、1986年12月15日 - ）は日本の俳優。NEWSエンターテインメントに所属していた。

## 出演

### テレビドラマ
- ドラマ愛の詩「幻のペンフレンド2001」（2001年1月 - 3月、NHK）
- 中学生日記（NHK）
  - シリーズ出会い 空回り（2001年4月15日）
  - シリーズ親父 親からの伝言（前編・後編）（2001年5月13・20日）
  - シリーズ・キックオフ オレにだって出来る（2002年4月28日）
  - シリーズ・トモダチ 課外スケッチ（課外授業）（2002年10月20日）
  - シリーズ・旅立ち サヨナラを言う前に（2003年3月23日）
- ドラマ30（中部日本放送/TBS）
  - キッズ・ウォー3〜ざけんなよ〜（2001年7月 - 9月） - 西尾 役
  - 愛の110番（2003年3月 - 5月） - 不良 役
  - 新キッズ・ウォー（2005年8月 - 9月） - 不良 役
  - 新キッズ・ウォー2（2006年5月 - 7月） - 不良 役
- 風魔の小次郎 第7・13話（2007年、東京MXテレビ） - 柔道部員 役
- ガラスの牙（2007年10月6日、中部日本放送）
- ROOKIES（2008年、TBS） - 目黒川高校野球部員 役
- タンブリング 第1話（2010年4月17日、TBS）
- 月曜ゴールデン ヤメ刑探偵 加賀美塔子（2011年6月6日、TBS）
- 水曜ミステリー9 鑑識特捜班・九条礼子〜骨を知る女〜（2012年10月3日、テレビ東京） - 廃棄物処理センターの警備員 役
- 土曜ワイド劇場 100の資格を持つ女〜ふたりのバツイチ殺人捜査〜（2013年6月15日・2014年1月11日） - 工藤威 役

### ラジオ
- FMシアター「ぬけがら」（2004年3月13日、NHK-FM）

### CF
- 中日新聞
- 山崎製パン「ダブルソフト」
- おやつカンパニー「どでかいラーメン」
- TAKARATOMY「人生ゲーム」
- mentos

### 映画
- ワルボロ（2007年）
- ROOKIES -卒業-（2009年） - 生徒 役
- SPINNING KITE（2013年5月18日）- マキ 役[1]

### 舞台
- 円形劇場ちくさ座「わが町」（2005年11月9・10日、千種文化小劇場） - ジョージ 役
- オフィス3○○「ゲゲゲのげ〜逢魔が時に揺れるブランコ〜」（2011年8月1日-23日、杉並区立杉並芸術会館）